# Іванець
Іванець (хорв. Ivanec) — місто в Хорватії, у північно-західній частині країни. Друге за величиною місто в Вараждинській жупанії після Вараждина.

## Загальні відомості
Іванець розташований на північних схилах гірського хребта Іваншчиця, в історичному районі Хорватське Загір'я. Стоїть на гірській річці Бистриці, яка впадає в річку Бєдня, притока Драви.
Найближчі міста — Лепоглава (7 км на північний захід), Вараждин (20 км на північний схід), Крапина (25 км на північний захід). Через Іванець проходить шосе Вараждин — Лепоглава, інші дороги мають місцеве значення.

## Історія
Місто вперше згадане в XIII столітті як володіння єпископа Івановаца, своє ім'я він отримав в результаті спрощення прізвища першого власника.
В XIX столітті тут почалася розробка вугільного родовища, що призвело до різкого зростання населення міста та найближчих околиць.

## Економіка
У місті розташована найбільша хорватська фабрика взуття «Іванчиці». Видобуток вугілля в останні роки різко скоротився. Збільшується значення сільського господарства і харчової промисловості, у наш час[коли?] зростає роль туризму, зокрема, розвиваються термальні курорти на гарячих джерелах біля підніжжя Іванщиці, а численні печери цього гірського хребта привертають спелеологів.

## Населення
Населення громади за даними перепису 2011 року становило 13 758 осіб, 2 з яких назвали рідною українську мову. Населення самого міста становило 5 234 осіб.
Динаміка чисельності населення громади:
Динаміка чисельності населення міста:

## Населені пункти
Крім міста Іванець, до громади також входять: 
- Беденець
- Цер'є-Тужно
- Гачицє
- Гечковець
- Хорватсько
- Іванецька Желєзниця
- Іванецький Врховець
- Іванецько Населє
- Єровець
- Канижа
- Кнапич
- Ланчич
- Ловречан
- Лукавець
- Маргечан
- Осецька
- Пеце
- Пригорець
- Пуникве
- Радован
- Рибич-Брег
- Салиновець
- Селянець
- Стажнєвець
- Шкрилєвець
- Витешинець
- Вугловець
- Желєзниця

## Клімат
Середня річна температура становить 9,93 °C, середня максимальна – 24,19 °C, а середня мінімальна – -6,46 °C. Середня річна кількість опадів – 988 мм.
| Клімат міста                                  | Клімат міста | Клімат міста | Клімат міста | Клімат міста | Клімат міста | Клімат міста | Клімат міста | Клімат міста | Клімат міста | Клімат міста | Клімат міста | Клімат міста | Клімат міста |
| Показник                                      | Січ.         | Лют.         | Бер.         | Квіт.        | Трав.        | Черв.        | Лип.         | Серп.        | Вер.         | Жовт.        | Лист.        | Груд.        |              |
| Середній максимум, °C                         | 5,78         | 7,58         | 11,91        | 16,05        | 21,04        | 24,19        | 23,54        | 22,90        | 18,95        | 13,80        | 8,20         | 4,45         |              |
| Середня температура, °C                       | −0,35        | 1,46         | 5,80         | 9,93         | 14,91        | 18,07        | 19,80        | 19,16        | 15,20        | 10,06        | 4,46         | 0,70         |              |
| Середній мінімум, °C                          | −6,46        | −4,67        | −0,34        | 3,81         | 8,79         | 11,95        | 16,06        | 15,41        | 11,48        | 6,33         | 0,72         | −3,04        |              |
| Норма опадів, мм                              | 47           | 50           | 68           | 76           | 85           | 116          | 100          | 99           | 92           | 94           | 92           | 69           |              |
| Середньомісячна швидкість вітру, м/с          | 1.82         | 2.02         | 2.40         | 2.40         | 2.29         | 2.00         | 1.94         | 1.80         | 1.80         | 1.82         | 1.92         | 1.92         |              |
| Середньомісячна сонячна радіація, кДж/м²·день | 4092         | 6824         | 10503        | 14828        | 18812        | 20628        | 21321        | 18577        | 13796        | 8645         | 4604         | 3261         |              |
| --------------------------------------------- | ------------ | ------------ | ------------ | ------------ | ------------ | ------------ | ------------ | ------------ | ------------ | ------------ | ------------ | ------------ | ------------ |
| Джерело:                                      |              |              |              |              |              |              |              |              |              |              |              |              |              |